# Czaszyn
Czaszyn is een plaats in het Poolse district  Sanocki, woiwodschap Subkarpaten. De plaats maakt deel uit van de gemeente Zagórz en telt 1410 inwoners.